# 小行星2304
小行星2304（2304 Slavia）是一颗围绕太阳公转的小行星。1979年5月18日，安東寧·姆爾科斯在克萊季发现了此天体。
該小行星以布拉格斯拉維亞體育俱樂部命名。
这颗小行星的绝对星等为59.59963278041104等。